# HFC Falke
HFC Falke – niemiecki klub piłkarski założony 19 czerwca 2014 roku. Klub został założony przez fanów Hamburger SV, którzy sprzeciwiali się przekształceniu klubu w spółkę akcyjną. Nazwa klubu opiera się na Hamburger FC 1888 i FC Falke 1906 – dwóch z trzech klubów założycielskich HSV.